# Antoine Daniel
Cet article possède un paronyme, voir Antoine Doinel.
Pour les articles homonymes, voir Daniel et Antoine Daniel (jésuite).
Antoine Daniel, né le 23 avril 1989 à Enghien-les-Bains, est un streameur et vidéaste web français. Il est notamment connu pour avoir créé l'émission humoristique What The Cut !?, qu'il présente et réalise du 1er mars 2012 au 30 décembre 2015 sur YouTube.
Depuis 2018, il est principalement actif sur la plateforme Twitch, sur laquelle il rassemble, en septembre 2023, un million de followers. Sa chaîne YouTube principale, devenue inactive, compte encore près de 2,9 millions d'abonnés.

## Biographie

### Jeunesse et études
Antoine Daniel est né le 23 avril 1989 à Enghien-les-Bains,, dans le Val-d'Oise.
Avant de se lancer avec le concept de What The Cut !? sur YouTube, Antoine Daniel est déjà très attaché au web, qu'il découvre à l'âge de 11 ans chez un ami. Il passe une grande partie de son adolescence à être actif sur FFWorld, un forum centré sur la série de jeux Final Fantasy. Avec des amis, il réalise beaucoup de contenus très différents, comme des fictions audios ou écrites, des vidéos, de l'animation, qu'ils dispersent sur différents sites internet,. Il tient avec des amis un site internet Le paon qui gueule durant les années 2007 et 2008, qui répertoriait principalement des vidéos aléatoires,. Étant un grand fan de jeux vidéo de rôle (RPG), il tente de développer un jeu sur RPG Maker mais le projet n'aboutit pas.
Il commence ses études supérieures à l'ESRA de Paris, où il étudie pendant deux ans avant d'arrêter. Il étudie ensuite à Cifacom, où il fait un BTS « Métiers de l'audiovisuel », option métiers du son,. Une fois son BTS en poche, il trouve un travail temporaire d'opérateur de saisie dans une entreprise d'édition musicale qui ne lui plaît guère.

### Inspirations et figures marquantes
Comme inspirations, Antoine Daniel cite notamment le réalisateur britannique Edgar Wright et le vidéaste britannique TomSka avec qui il jouera dans le sketch Le Alien. Il s'inspire également des YouTube Poops et plus largement des montages vidéos humoristiques et mèmes Internet pour certains de ses sketchs. L'émission What The Cut !? est quant à elle inspirée d'un format similaire nommé Equals Three du vidéaste américain Ray William Johnson.

## Activité sur YouTube

### What The Cut!?

#### Concept de base
What The Cut !? est une émission humoristique créée par Antoine Daniel dont le premier épisode est mis en ligne le 1er mars 2012 sur sa chaîne YouTube. Dans chaque épisode, Antoine Daniel examine trois vidéos drôles, insolites ou étranges, qu'il analyse, critique, et utilise pour créer des sketchs et des blagues. L'émission est alors hebdomadaire, et est remarquée pour son rythme et son montage rapide, ainsi que la personnalité extravagante voire insultante du personnage joué par Antoine Daniel,.

#### Évolution de l'émission

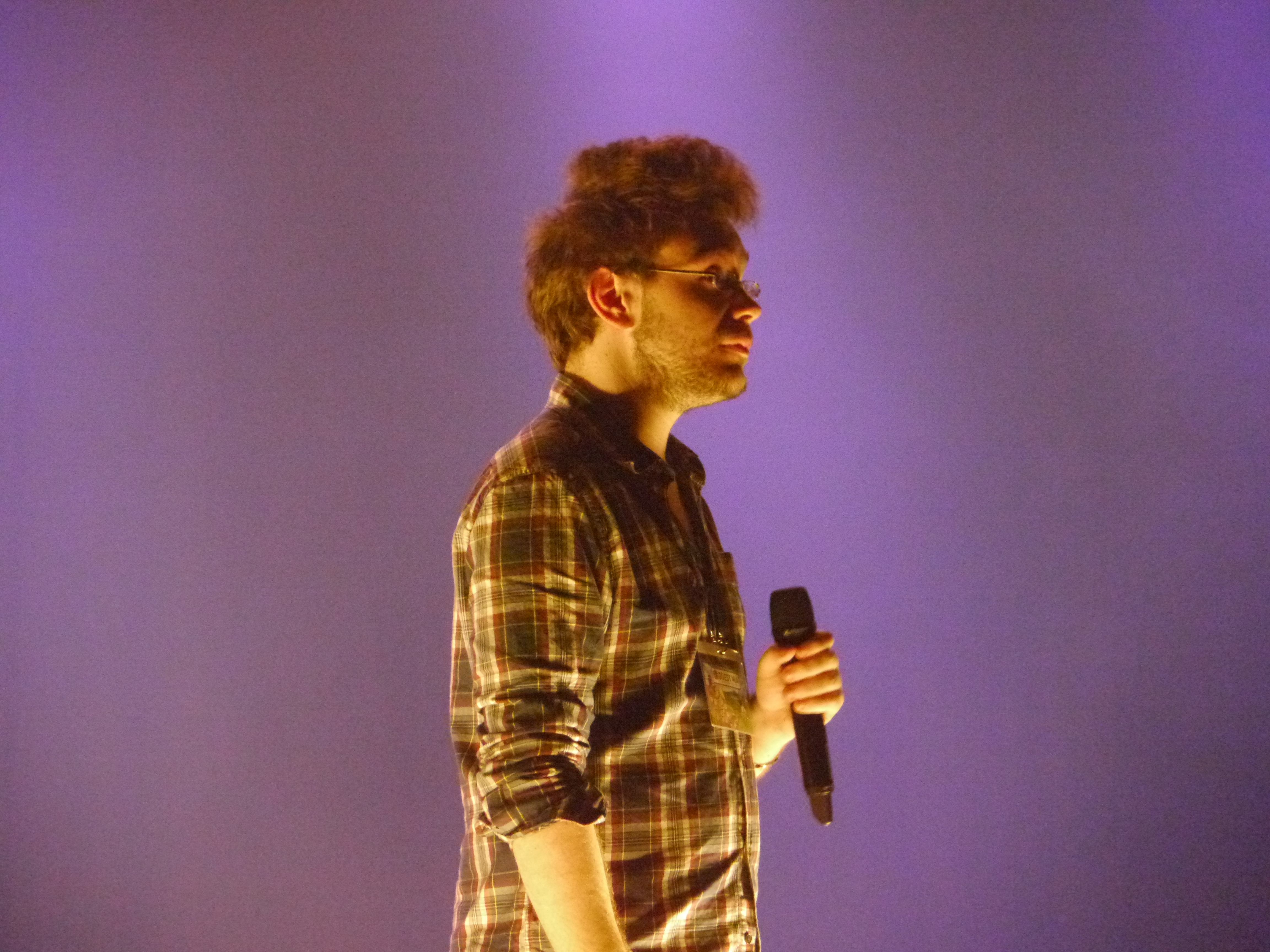
Antoine Daniel en conférence en 2014.

Au fur et à mesure, la durée de chaque épisode tend à augmenter. Antoine Daniel commence aussi à créer des épisodes spéciaux, consacrés à des vidéos provenant de régions du monde en particulier, comme l'Inde, le Japon, le Québec, ou la Russie[réf. souhaitée]. L'humour de l'émission évolue, passant de véritables railleries et d'un humour noir à un humour très absurde. Depuis l'épisode 30, l'émission évolue avec l'apparition de pré-génériques. Puis, à partir de l'épisode 34, des courts-métrages scénarisés font leur apparition, durant jusqu'à 15 minutes,.
Il délaisse progressivement la conception d'un nouvel épisode pour d'autres projets, avant d'abandonner définitivement l'émission courant 2019. À son terme, l'émission compte 42 épisodes, avec 37 épisodes classiques et 5 hors-série[source secondaire souhaitée], ventilés sur une durée d'environ 4 ans.

#### Polémiques et droits d'auteur
Atteignant un public de plus en plus large, l'émission est indirectement responsable de flots de haine et d'insultes à l'encontre des auteurs des vidéos analysées. Ce fut notamment le cas du chanteur D'jOw, passé dans l'épisode 23[source secondaire souhaitée]. Après la mise en ligne de l'épisode, celui-ci reçoit en effet un flot d'insultes et de messages haineux sur plusieurs de ses autres musiques. D'jOw signale l'épisode en question à YouTube, provoquant sa suppression. Après explication avec Antoine Daniel, D'jOw accepte la remise en ligne de l'épisode à la condition que le lien vers sa vidéo soit supprimé de la description de l'épisode.
Cet événement change le rapport qu'entretient Antoine Daniel entre son contenu et ses spectateurs. Désormais, il ne parle plus de personnes pouvant potentiellement souffrir du passage dans l'émission,.
What The Cut !? est également cible de nombreuses réclamations aux droits d'auteur. Au 11 février 2016, 13 des 70 vidéos sur sa chaîne principale sont démonétisées pour cette raison. Au Z Event 2019, il déclare que seulement deux épisodes What The Cut !? sont alors monétisées, nombre qui descend à une dans le courant de l'année 2020[source secondaire nécessaire].

### Clyde Vanilla
Le 15 novembre 2016, Antoine Daniel annonce dans une vidéo qu'il travaille sur une série audio. Plus tard, il révèle que celle-ci sera une série humoristique de science-fiction intitulée Clyde Vanilla, qu'il co-écrit et réalise avec l'auteur et comédien Wendoh. Une illustration représentant le logo de la série, ainsi qu'une musique composée par Antoine Daniel sont révélées sur les réseaux sociaux.
La première saison, de dix épisodes, sort entre septembre et novembre 2017 sur plusieurs plateformes, dont YouTube et Bandcamp. Il y réalise une partie de l'écriture, ainsi que le mixage, le montage, la musique et les bruitages[source insuffisante]. Après une réception qu'Antoine Daniel lui-même qualifie de « tiède-froide », aucune suite n'est annoncée.

### La Mezzanine

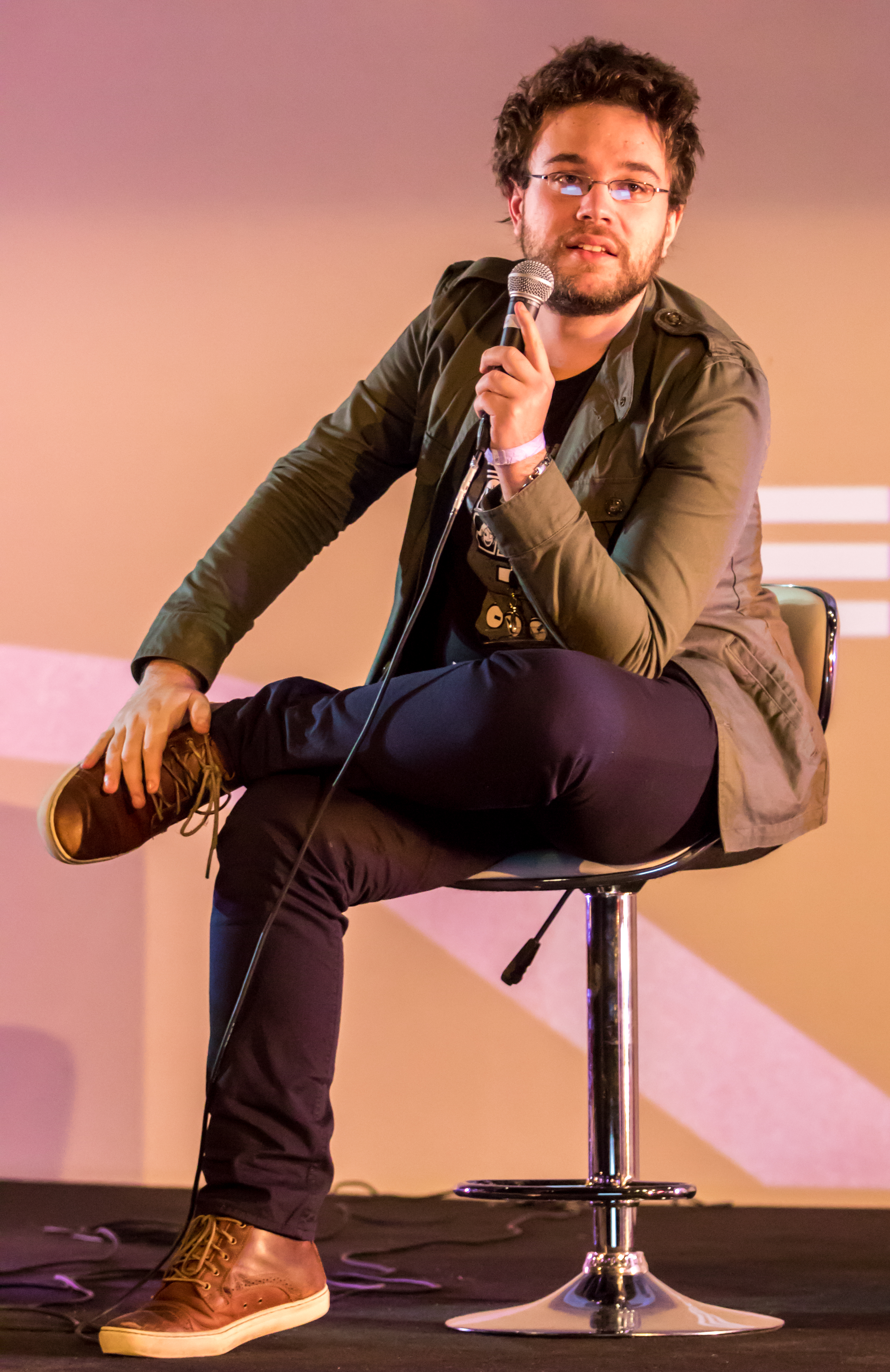
Antoine Daniel lors de la Néocast 2 en avril 2016.

Créée le 16 avril 2015 et officiellement annoncée le 11 mai, cette chaîne permet à Antoine Daniel de mettre en ligne des vidéos qu'il ne destine pas à sa chaîne principale, comme des conférences, des making-of, et plus globalement des vidéos qu'il considère pas assez travaillées pour y paraître, renouant ainsi avec une liberté de création que les attentes du public de What The Cut !? avaient limitées. En avril 2016, il y lance l'émission Chaos dont le but est de répondre de façon détaillée à des questions qui lui sont posées par des internautes. En novembre 2016, il sort deux vidéos nommées Stock et Stock 2 dont le concept est de prendre des stock-shots et de les doubler de façon humoristique et absurde à la manière d'un zapping. Ces deux vidéos ont fait l'objet d'une réclamation de la société Shutterstock pour atteinte aux droits d'auteur et ont été retirées de la plateforme YouTube le 30 novembre 2016. Après discussion, ils seront remis en ligne le 2 décembre 2016. Il continuera la série en sortant Stock 3 en février 2018.

## Activité sur Twitch
Depuis 2018, il concentre son activité sur le streaming de jeux vidéo via la plateforme Twitch. Au lendemain du Z Event 2020, il crée une chaîne YouTube où sont postées les rediffusions de ses lives, intitulée Antoine Daniel - Les VOD. Il devient l'un des streamers français les plus suivis et regardés sur la plateforme.
En septembre 2019, il participe à l'événement caritatif Z Event organisé par ZeratoR et Dach, qui récolte plus de 3 500 000 euros au profit de l'institut Pasteur. Il renouvelle sa participation, cette fois en distanciel, lors de l'édition 2020 du même évènement, pendant lequel plus de 5 700 000 euros sont récoltés au profit d'Amnesty International. Il participe également au Z Event 2021, cette fois au profit de Action contre la faim avec un montant record de plus de 10 000 000 euros récoltés, dont 368 000 euros via sa chaine, à l'édition 2022 au profit des associations Sea Shepherd, The SeaCleaners, LPO et WWF, pour lesquelles plus de 10 100 000 euros sont récoltés, dont 523 000 euros via sa chaine, ainsi qu'à l'édition 2024 au profit des associations Bureaux du cœur, Chapitre 2, Cop1, Secours populaire et Solidarité paysans dont les dons s'élèveront à un total de 10 145 881 euros, dont 533 262 euros sur sa chaine uniquement, soit la deuxième derrière Domingo,.
Entretemps en 2021, il participe également à l'événement GTA RPZ sur Grand Theft Auto V, rassemblant plusieurs dizaines de streameurs,. Début 2022, il participe au jeu de rôle sur table politique de FibreTigre et Clément Viktorovitch, Game of Rôles - Les Deux Tours, organisé dans le cadre de l'élection présidentielle de 2022 et diffusé en direct.
En octobre 2022, il produit, diffuse et anime une compétition internationale e-sport sur le jeu GeoGuessr, la GeoGuessr Team World Cup. Fin 2022, Antoine Daniel débute un classement de 150 villes de France, avec une grille de lecture composée de 4 notes : vivre en ville, culture, histoire et « vibe », qui amène plusieurs journaux régionaux français à relayer l'information voire à se féliciter de la position d'un de leurs chefs-lieux dans le classement,.
À partir de mai 2023, il fait partie des membres francophones invités (avec Aypierre, Baghera Jones, Etoiles et Kameto) au serveur Minecraft international et multilingue QSMP, lancé par le streameur et vidéaste mexicain Quackity (en). Il regroupe des créateurs de contenu du monde entier dans un même serveur, exploitant un système de traduction automatique en temps réel, et consistant à la fois en du divertissement « libre », et du jeu de rôle plus ou moins scripté. En mars 2024, Quackity et les administrateurs de QSMP font face à des accusations de travail dissimulé et de surcharge de travail de la part de bénévoles actifs sur le serveur,. À la suite de cela, les participants francophones rédigent et envoient un communiqué privé à Quackity dénonçant ces conditions de travail, et trois décident de quitter le serveur, faute de garanties sur l'amélioration de ces conditions. Le serveur QSMP ferme finalement ses portes le 25 mai 2024.

## Prises de positions

### Engagement politique
Lors du ZEvent 2022, lui et la streameuse Angle Droit créent une polémique en accusant de manière injurieuse le président Emmanuel Macron de récupération politique et d'inaction après son message de félicitations adressé à l'événement, Antoine Daniel ajoutant notamment que « c'est à cause de gens comme lui » que ces événements caritatifs sont nécessaires,,.
En juin 2024, Antoine Daniel participe à la campagne caritative #Streamers4Palestinians (« streameurs pour les Palestiniens ») organisée par Baghera Jones, visant à collecter des fonds au profit de Médecins du monde pour aider leurs actions dans la bande de Gaza et en Cisjordanie durant la guerre Israël-Gaza en cours. L'opération permet de lever plus d'1 million d'euros en cinq jours,.
Le même mois, en vue des élections législatives anticipées, il fait partie d'un appel de 200 vidéastes et streameurs qui appellent à voter pour le Nouveau Front populaire.

### Rapport à Internet et YouTube
Antoine Daniel a entretenu un rapport assez critique vis-à-vis de YouTube. Il explique notamment être contre ce qu'il appelle la course à l'argent et à la célébrité qu'il peut y avoir sur cette plateforme, une course au chiffre illustrée notamment dans le dernier épisode de What the Cut !?. Il partage également la vision d'un internet libre, open source, respectant la neutralité du net et la vie privée.
Il a également tenu pendant plusieurs années un format mensuel nommé Le 29 avec Antoine Daniel, utilisé notamment pour mettre en valeur de plus petits vidéastes dont il était proche ou dont il jugeait le contenu intéressant. Il a ainsi participé à l'éclosion des carrières de chaînes comme celles du Fossoyeur de Films, Dany Caligula, E-penser, ou Axolot dans les années 2010,.

## Carrière musicale
En 2020, il sort son album Album 100% libre de droits pour Twitch sur la chaine youtube Best Of Antoine Daniel, un album de musiques libres de droits entièrement composé et enregistré en live sur twitch.
En 2022, il participe à la Zizi Caca Mixtape, avec le titre La Vériter, en collaboration avec la streameuse Baghera Jones.
En 2023, il participe à la chanson The Void de l'album 900K du streameur, vidéaste et animateur ZeratoR.

## Filmographie

### Longs-métrages et séries TV
- 2014 : Hard Corner : le film, long-métrage de Benzaie : la voix d'un client
- 2015 : Les Dissociés, long-métrage du collectif Suricate : un animateur TV
- 2016 : Dead Landes, série TV de François Descraques : Alex
- 2020 : 11 ans de JDG de Joueur du Grenier : Nick Furries

### Courts-métrages, web-séries et séries audio
- 2008 : Cool Forever : Chris
- 2011 : Pantoche et Danger
- 2012-2015 : What the Cut !?
- 2013 : The Superheroes Hangover, court-métrage du collectif Suricate : Thor
- 2014 : L'Ancienne Nouvelle Star, court-métrage de FloBer : un employé
- 2015 : Super Crayon, court-métrage de Mathieu Sommet en hommage pour les victimes de Charlie Hebdo : un otage
- 2015 : La chasse aux Canards, court-métrage de François Descraques : Le Professeur
- 2015 : La Théorie des balls, web-série de Slimane-Baptiste Berhoun : caméo
- 2016-2018 : Stock
- 2016 : McWalter et la Menace Kibuja, court-métrage de Mister V : Kirilenko
- 2016 : Le Alien, court-métrage de TomSka : l'otage français
- 2017 : Clyde Vanilla, série audio avec Wendöh : Billy/Le sergent Moustachios/(divers personnages secondaires)
- 2018 : L'Épopée temporelle, série audio de Cyprien Iov : Flamme Bleue/Scalpeur d'homme blanc
- 2019 : Men In Black, court-métrage/test de jeu vidéo de Joueur du Grenier : Nick Furries
- 2022 : Game of Roles - Les Deux Tours, jeu de rôle de FibreTigre et Clément Viktorovitch : Hypolite Léveiller
- 2022 : LORENZA - DONA DONA (CLIP IRL) - ULTIA GTA RPZ, clip musical d'Ultia : Donatien De Montazac

### Autres participations sur YouTube
- 2012 : L'antre du Mea : Paperboy (Seconde Partie) de Meeea : le cycliste
- 2012 : Colonel Reyel - Coucou : l’analyse de MisterJDay de MisterJDay
- 2012 : Les Cartouches Mystères 4 spécial invités ! de Meeea
- 2013 : Les Cartouches Mystères 5 de Meeea
- 2013 : 3615 Usul - Le multi local d'Usul et du collectif NESblog
- 2013 : MYTH Boy - Super Smash Bros Melee de G-E2
- 2013 : Crossed Episode 13 : Doom de Karim Debbache
- 2013 : Les jeux de Baston 2ème édition de Joueur du Grenier
- 2013 : TOP 11 des Musiques Repompées dans le Jeu Vidéo de Meeea
- 2013 : Le jeu vidéo - 08 - Doxa de Dany Caligula
- 2013 : Pokémon X et Y en 5 secondes de Benzaie
- 2014 : Dernière danse - Indila (critique) de LinksTheSun
- 2017 : FAQ : La masculinité de MadmoiZelle
- 2018 : Les français croient-ils au paranormal ? de Ludovik
- 2018 : Racisme & Humour ft un pote blanc de Dave Sheik
- 2018 : On cherche un stagiaire ! de McFly et Carlito
- 2019 : MisterJDay lit ses commentaires V de MisterJDay
- 2019 : La Novlangue de 1984 (G. Orwell) de Linguisticae : voix de Syme
- 2020 : Aya Nakamura, Wejdene et la langue française de Linguisticae : voix de commentaires
- 2022 : Kaamelott : l'analyse de MisterJDay de MisterJDay : voix de commentaires

## Discographie

### Singles

#### En tant qu'artiste principal
- 2020 : Midnight Games
- 2023 : Il est 5h40 du mat j'en ai plus rien à foutre
- 2024 : Aero Arcadia
- 2024 : The Great Commander
- 2024 : Inner Core
- 2024 : Luminexis
- 2025 : J'ai retrouvé ce projet un peu ancien sur lequel je voulais mettre un vocal dessus mais j'ai jamais poussé plus loin bravo
- 2025 : ARHFGHFHJEJZEOZJZZZZZJKDSFJKSLD
- 2025 : Aquarius

#### En tant qu'artiste invité
- 2022 : La vériter, avec Baghera Jones, par KronoMuzik, Pandrezz, Ronare, dans l'album ZZCCMXTP
- 2023 : The Void, avec et par ZeratoR, dans l'album 900K